# Apogonia moesta
Apogonia moesta är en skalbaggsart som beskrevs av Hermann Burmeister 1855. Apogonia moesta ingår i släktet Apogonia och familjen Melolonthidae. Inga underarter finns listade i Catalogue of Life.